# Islas Satsunan

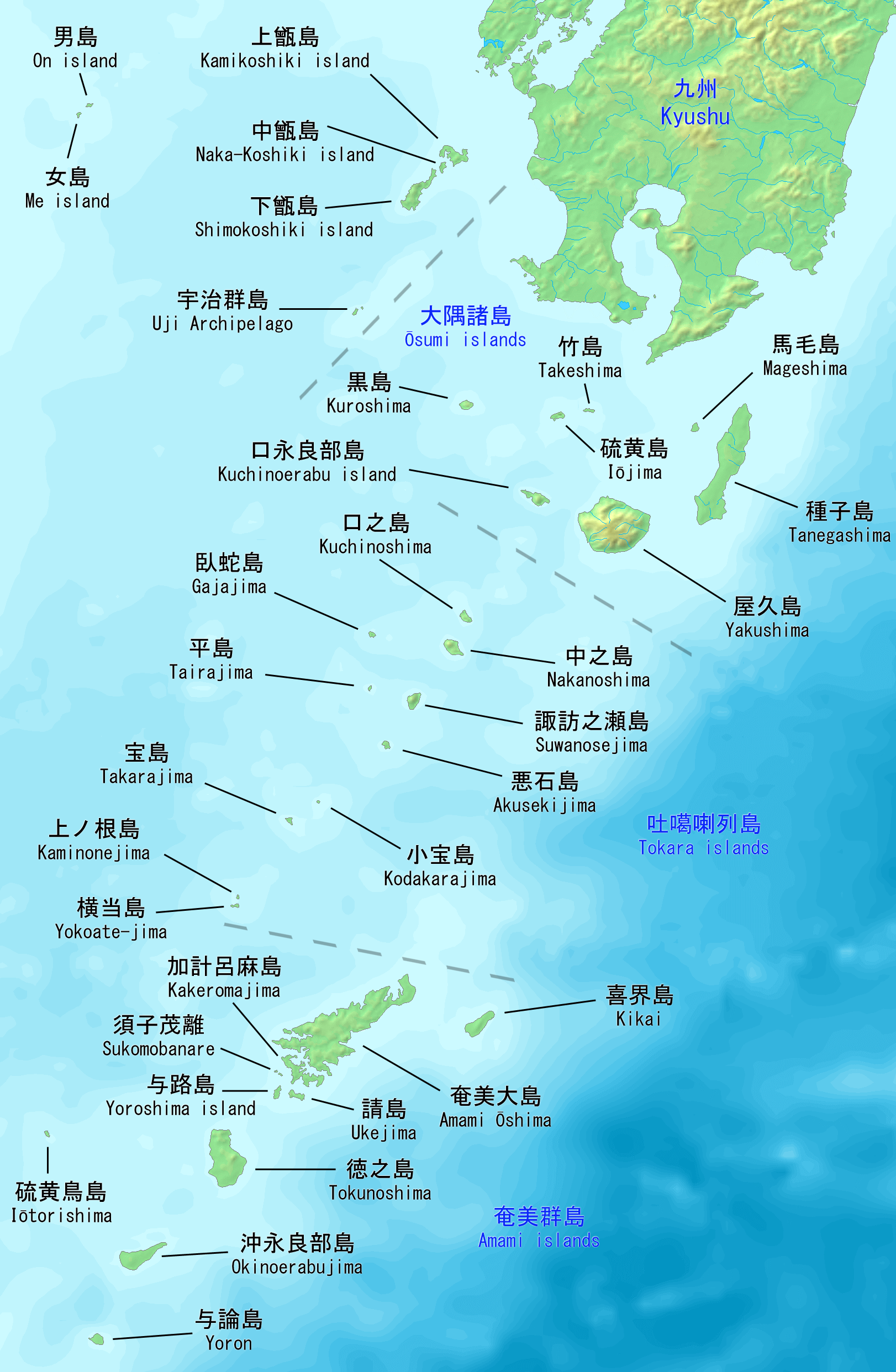
Islas Satsunan

Las islas Satsunan (薩南諸島 Satsunan-shotō?) es el nombre geopolítico que se les da a un grupo de islas que forman la parte norte de las islas Ryūkyū. Todo el grupo de islas pertenece a la prefectura de Kagoshima, Japón.

## Islas principales
- Islas Satsunan
  - Islas Ōsumi:
    - Tanegashima, Yakushima, Kuchinoerabujima, Mageshima, en el noroeste del grupo;
    - Takeshima (Kagoshima), Iōjima, Kuroshima, en el noreste del grupo;

  - Islas Tokara (Shichi-tō): Kuchinoshima, Naka-no-shima, Gajajima, Suwanosejima, Akusekijima, Tairajima, Kodakarajima, Takarajima
  - Islas Amami: Amami Ōshima, Kikaigashima, Kakeromajima, Yoroshima, Ukeshima, Tokunoshima, Okinoerabujima, Yoronjima.